# Lisa Chappell
Lisa Irene Chappell (Auckland, 1968. október 18. –) ausztrál színésznő, énekesnő és dalszerző. 
Magyarországon a McLeod lányai című sorozatban, Claire McLeod szerepében vált ismertté. 

## Élete és pályafutása
1999-ben fejezte be Sydneyben a színitanodát.
1987-től szerepel új-zélandi és ausztrál sorozatokban, filmekben, többek közt feltűnt a Kevin Sorbo főszereplésével készült Herkules epizódjaiban is.  Az igazi áttörést Claire McLeod szerepe jelentette számára a McLeod lányai című ausztrál sorozatban, melyben 2001–2003 között játszott. 2003-ban ő kérte, hogy írják ki a sorozatból, ugyanis váltani akart, a sorozatban így halálos autóbaleset érte. Ezután a Stingers című ausztrál rendőrségi sorozatban szerepelt.
Színészi alakításaival több díjat és jelölést szerzett.
2006. május 1-jén jelent meg első lemeze When Then Is Now címmel, melynek bemutatója kapcsán Ausztráliában és Új-Zélandon kisebb koncertturnét adott. 2007-ben az Educating Rita című színdarabbal járta Ausztráliát.

## Magánélete
Férjével, Chris Taylorral kolléganője, a Jodit alakító Rachael Carpani 21. születésnapjára rendezett partin ismerkedett meg. 2005-ben elváltak.
Vegetáriánus.

## Filmográfia

### Film
| Év   | Cím                                  | Szerep        | Megjegyzések |
| ---- | ------------------------------------ | ------------- | ------------ |
| 1993 | Desperate Remedies                   | Anne Cooper   |              |
| 1995 | Dirty Dave                           | Lucy          | rövidfilm    |
| 1996 | Jack Brown Genius                    | Sylvia        |              |
| 2007 | Crossbow                             | anya          | rövidfilm    |
| 2008 | Beneath The Tides                    | Jane          | rövidfilm    |
| 2009 | Coffin Rock                          | Jessie Willis |              |
| 2010 | Be Careful...                        | Fi            | rövidfilm    |
| 2017 | Ki az árnyékból (Out of the Shadows) | Linda Dee     |              |

### Televízió
| Év        | Magyar cím                  | Eredeti cím                     | Szerep                                           | Megjegyzések                                                         |
| --------- | --------------------------- | ------------------------------- | ------------------------------------------------ | -------------------------------------------------------------------- |
| 1987      |                             | Gloss                           | Chelsea                                          | ismeretlen epizódok                                                  |
| 1990–1991 |                             | Shark in the Park               | Tanya                                            | 13 epizód                                                            |
| 1992–2022 |                             | Shortland Street                | Deborah Walters / Michelle Beaufort              | 211 epizód                                                           |
| 1994      | Herkules és a tűzkarika     | Hercules and the Circle of Fire | lány                                             | tévéfilm                                                             |
| 1995      | Titkos sziget               | Mysterious Island               | Jane Morecombe                                   | 1 epizód                                                             |
| 1995–1999 | Herkules                    | Hercules                        | Lydia / Dirce / Melissa hercegnő / Melissa Blake | - vendégszereplő (7 epizód) - magyar hangja (Lydia): - Radó Denise   |
| 1996      |                             | Letter to Blanchy               | Monica                                           | 1 epizód                                                             |
| 1996–1998 |                             | City Life                       | Bronwyn Kellett                                  | 26 epizód                                                            |
| 1999      |                             | A Twist in the Tale             | Linda néni                                       | 1 epizód                                                             |
| 2001–2004 | McLeod lányai               | McLeod's Daughters              | Claire McLeod                                    | - főszereplő - 74 epizód (1-3. évad) - magyar hangja: - Spilák Klára |
| 2003      | Stingers                    | Stingers                        | Megan Walsh                                      | 8 epizód                                                             |
| 2006      |                             | Small Claims 3: The Reunion     | Louise Page                                      | tévéfilm                                                             |
| 2009      |                             | The Cult                        | Sophie                                           | 13 epizód                                                            |
| 2010      | Különleges mentőalakulat    | Rescue Special Ops              | Vivian Walker                                    | 1 epizód                                                             |
| 2012      | Otthonom a váram            | Siege                           | Robyn Diver                                      | tévéfilm                                                             |
| 2022      | Brokenwood titkai           | The Brokenwood Mysteries        | Polly McAlpine                                   | 1 epizód                                                             |
| 2024      | Élete a halál               | My Life Is Murder               | Christine                                        | 1 epizód                                                             |
| 2025      | Zombik 4.: Vámpírok hajnala | Zombies 4: Dawn of the Vampires | Eldress                                          | - tévéfilm - magyar hangja: - Spilák Klára                           |

## Díjak és jelölések
- 2002: Logie Awards - Legjobb év felfedezettje színésznő
- 2003: Logie Awards - Legjobb színésznő (jelölés)
- 2004: Gold Logie Award - Legnépszerűbb ausztrál televíziós személyiség (jelölés)
- 2004: Gold Logie Award - Legjobb színésznő